# Бутковский, Георгий Александрович
Гео́ргий Алекса́ндрович Бутко́вский (Будковский) (15 июля 1903, Псков — 26 декабря 1941, Ялта) — советский писатель, журналист

## Биография
Родился 15 июля 1903 года в мещанской семье в городе Пскове, отец — статистик земской управы, мать — акушерка. Родители принимали участие в революционном движении, за что были высланы (1910) в Петрозаводск, откуда переезжают в Тверь (1920).
Учился в церковно-приходской школе, Тверской классической гимназии (1915—1918). После Октябрьского переворота и установления Советской власти учительствует.
Вступает в комсомол (1920), затем ВКП(б) (1923), с этого времени на разных должностях: секретарь заводского комитета ВКП(б) Пролетарки (промышленный район в Твери), член бюро Тверского губкома комсомола.
В 1925 у Бутковского обостряется бронхиальная астма, ЦК ВЛКСМ направляет его в распоряжение Юго-Восточного бюро в город Железноводск, где он стал секретарем городского комитета (1926).
С 1927 года — комсомольский функционер в Ставрополе и Сочи. После возвращения в Калинин (1929) заведует отделом печати окуржкома ВКП(б) (1929—1933).
В 1934 году перебирается в Ялту, где написаны повести «Чита-Маньчжурия» о Сергее Лазо, эвакуирован на Урал (1941), работает над романом «Фундамент» о первой русской революции.
Умер 26 декабря 1941 года.

## Творчество
В начале 1920-х годов в Твери публикует несколько пьес о жизни пролетарской молодежи, поставленных в тверских рабочих клубах.
Лучшие произведения Бутковского написаны в начале 1930-х годов и представляют собой прозу с сильной документальной основой. Они злободневны, проникнуты надеждами и чаяниями рабочей комсомольской молодежи, чья борьба противопоставлена «силам старой России». Практически во всех романах, написанных преимущественно на местном материале, выразились общественные стереотипы 1930-х годов. В них образы «правильных» городских и сельских коммунистов соседствуют с отрицательными типами «врагов народа», диверсантов («Родина радуг»), «антисоветских перевертышей» («Тишина»).

## Книги Г. Бутковского
- Комсомольские будни. — М.-Л., 1931.
- Где родятся вагоны. — М., 1931.
- Девятьсот тридцатый. — М.: Молодая гвардия, 1931. — 368 с.
- Тишина. — М., 1932.
- Осада. — М., 1933.
- Порт-Артур (Осада). — М., 1935.
- Родина радуг. — М., 1938.